# Fazenda Tozan
A Fazenda Tozan também chamada de Fazenda Monte D’ este, é uma propriedade rural de grande relevância histórica para a cidade de Campinas, em São Paulo. A fazenda participou de diferentes momentos econômicos ocorridos no Brasil desde sua fundação no século XVIII, sendo inicialmente voltada para a produção de cana de açúcar e posteriormente para o café no século XIX. Também recebeu muitos imigrantes japoneses que vieram para o Brasil, se destacando como o primeiro empreendimento japonês para produção de artigos manufaturados no Brasil.

## Histórico

### Fundação
A propriedade foi fundada em 1798 com o nome de Fazenda Ponte Alta, uma sesmaria de 6.400 hectares cedida à Floriano Camargo Penteado para plantio de cana de açúcar que chegou a produzir cerca de 1.550 arrobas de açúcar. Durante o ciclo do café no século XIX, a fazenda já possuia 60 mil pés de café. Em 08 de novembro de 1927, a propriedade de 3.700 hectares é comprada por Hisaya Iwasaki, filho de Yataro Iwasaki, criador do grupo Mitsubishi, adquirindo as terras da viúva de Álvaro Xavier de Camargo Andrade, neto do fundador da fazenda.

### Século XX
Após a compra da fazenda, seu nome foi mudado para Fazenda Monte D’ este e sua produção passou a se diversificar além do café e da cana, pois foram introduzidos o cultivo de algodão, milho, arroz, feijão, árvores e criação de gado. O finalidade da compra foi oferecer trabalho e acomodações aos imigrantes japoneses que chegavam em grandes números ao Brasil. Dava assim aos recém-chegados a oportunidade de adaptar-se às condições locais e ensinar-lhes em uma fazenda-modelo. O início da Primeira Guerra Mundial interrompeu o fluxo migratório japonês para o Brasil, que depois foi retomado. A fazenda também empregou imigrantes italianos no início do século XX.
Em 1929, o engenheiro agrônomo Kiyoshi Yamamoto veio do Japão para administrar a fazenda. Ele foi o responsável por um experimento realizado com a vespa de Uganda com o objetivo de combater a broca dos cafezais, o que lhe rendeu o título de doutorado pela Universidade de Tokyo. Além disso, ele também idealizou um instituto de treinamento agrícola para jovens imigrantes japoneses, buscando formar especialistas em tecnologia agrícola.
Durante a Revolução de 1932, a fazenda acolheu tropas paulistas que chegaram a entrar em conflito com o exército, deixando uma marca de bala de fuzil no mirante que atualmente é considerado uma atração turística do local. Em 15 de novembro de 1934, foi fundado a Indústria Agrícola Tozan Ltda. conhecida pela produção pioneira de saquê na América do Sul.
Durante a Segunda Guerra Mundial, a fazenda foi desapropriada pelo governo brasileiro e ocupada pelo exército, pois pertencia a uma família japonesa. Este período foi marcado pela forte opressão e perseguição aos japoneses que residiam no Brasil, inclusive aos japoneses da Fazenda Tozan. A área da propriedade, em torno de quase quatro mil hectares, ficou praticamente praticamente abandonada, uma vez que ela não podia ser cultivada pelos japoneses. Com o final da guerra, como consequência deste período de abandono, a fazenda encontrava-se com problemas financeiros. Para cobrir as dificuldades financeiras, parte da fazenda foi vendida passando de 3.700 para 900 hectares, os quais se mantêm até a atualidade.
Ao longo dos anos, foram introduzidas modernas técnicas de conservação do solo e de aumento da produtividade e em 1998 a fazenda tinha 500 mil pés de café, produzindo anualmente cerca de 4 mil sacos. O foco pela qualidade fez com que seu café fosse reconhecido internacionalmente além da impecável organização da fazenda. Vários visitantes de outros países como China, Itália, Polônia, Marrocos, Índia, Coréia, França e Japão já vieram conhecer suas instalações.

### Atualidade
Além de ser a precursora do grupo Tozan do Brasil, atualmente, a fazenda se dedica ao cultivo do café e ao turismo. Ela mantém preservados sua arquitetura, mobiliário e objetos de época.

## Instalações históricas
A casa sede, um casarão em estilo colonial brasileiro, foi construída em 1850. Em frente à casa encontra-se o terreiro de fermentação e secagem dos frutos de café. De sua casa, o fazendeiro podia ver como progrediam os trabalhos de secagem. Ao redor do terreiro, há os canais de água onde os frutos chegados da colheita eram lavados antes de serem colocados a secar. Há também a antiga senzala: uma construção baixa sem janelas, constituída por uma série de cômodos, ligados uns aos outros por uma porta interna, possuindo apenas uma porta de entrada. Após o período colonial, foram construídas pequenas casas para os trabalhadores, algumas das quais ainda existem no local.
A fazenda abriga também um pequeno museu com fotografias e objetos ligados à cultura e história do café, bem como uma loja com artigos relacionados à cultura do café.